# Sì, Oscuro Signore!
Si, Oscuro Signore! (abbreviato SoS!) è un gioco di carte non collezionabili creato da Fabrizio Bonifacio e Massimiliano Enrico, con la collaborazione di Chiara Ferlito che ha curato le illustrazioni per la sua prima uscita gratuita in una convention di giochi di ruolo; successivamente si è unito al gruppo di autori Riccardo Crosa, che ha ridisegnato le carte per la sua uscita commerciale.
Ha ottenuto due menzioni speciali al Lucca Comics & Games, nel 2003 come gioco inedito  e nel 2005 come gioco italiano, insieme a Nephandum .

## Il gioco
Il gioco prevede che un giocatore impersoni Rigor Mortis, "L'Oscuro Signore", mentre gli altri saranno i suoi inetti servitori tornati al palazzo dopo aver fallito una missione: per salvarsi la vita cercheranno di discolparsi incolpando gli altri a loro volta, fino a quando l'Oscuro Signore non deciderà chi punire.

## Regolamento

### Le carte
Tutti i servitori iniziano il gioco con tre carte azione e tre carte spunto. Le carte azione sono di due tipi: rincara la dose (l'immagine è una mano distesa) che serve per contrastare un giocatore che si sta discolpando e scarica il barile (l'immagine è una mano che indica), che serve per discolparsi; ci sono poi carte azione che hanno su un lato l'immagine rincara la dose e sull'altro quella scarica il barile; queste vengono considerate jolly, cioè il giocatore nel momento in cui la gioca decide quale sia il tipo di carta; assieme a ogni carta azione bisogna giocare una carta spunto, che ci permette di costruire la storia che ci discolpa o che accusa qualcun altro.

### Regola del primo giro
Per permettere a tutti i giocatori di intervenire in gioco nel primo giro ogni giocatore deve avere in mano almeno una carta scarica il barile.

### Inizio del gioco
Il gioco inizia con l'Oscuro Signore che chiede spiegazioni riguardo all'ultimo fallimento a uno dei servitori, e il servitore dovrà dunque discolparsi giocando una carta spunto e incolpare il giocatore alla sua sinistra al posto suo giocando una carta azione e una spunto. Le scuse inventate non dovranno essere verosimili o realistiche visto il tono scanzonato e umoristico del gioco, e sarà l'Oscuro Signore che dovrà decidere se credergli o meno.
Se la storia inventata regge, allora il servitore si è discolpato, e pesca delle carte spunto fino ad averne nuovamente tre in mano. Colui che è stato incolpato pesca una carta azione e ora starà a lui discolparsi e scaricare il barile su qualcun altro.
Se la balla non regge o il servitore non riesce a discolparsi, riceve un'"occhiataccia" scartando tutta la sua mano e pescando nuovamente tre carte spunto e tre azione. L'occhiataccia può essere ricevuta anche se il servitore tarda troppo nel discolparsi, mancherà di utilizzare il Voi come tono formale da utilizzare nei confronti del suo signore e padrone, o se due servitori iniziano una lite in cui scaricano la colpa ripetutamente l'uno su l'altro (in tal caso l'occhiataccia toccherà a entrambi).
Alla terza occhiataccia, il servitore può tentare di supplicare l'Oscuro Signore affinché lo risparmi, poi pesca una carta azione: se sul bordo c'è il simbolo del teschio, viene eliminato, altrimenti l'Oscuro Signore, nella sua immensa clemenza, crederà alla sua balla e il servitore potrà continuare a giocare come se non avesse mai ricevuto la terza occhiataccia.
È da notare come tutto ciò ha valenza puramente indicativa: l'Oscuro Signore può scegliere di ignorare queste linee guida, come pure di inserire nuove regole e relative punizioni.

### Fine del gioco
Il servitore che ha ricevuto tre occhiatacce e non si riesce a salvare viene punito e il gioco finisce. Nella nuova partita l'Oscuro Signore potrà essere interpretato dal giocatore eliminato (o da un altro giocatore a scelta).

## Componenti del gioco
Entrambi i set, quello rosso e quello verde, contengono 121 carte spunto, 37 carte azione, 7 carte Occhiataccia dell'Oscuro Signore e il regolamento, all'interno del quale si trovano descritte le due modalità di gioco.

## Versioni del gioco
Nel 2005 Stratelibri ha pubblicato Aye, Dark Overlord!, un'edizione in lingua inglese del gioco.
In passato sono state create delle versioni limitate del gioco, con delle carte spunto in più a seconda del distributore:
- Versione Raven: I corvi
- Versione Nexus: L'Araldo del Demiurgo
- Versione KDS: Il mago della mole
- Versione Stratelibri: Rigor Mortis

Dal 2014 sono disponibili il Set Rosso (che riprende carte già pubblicate) e il Set Verde, con un set di carte totalmente nuove, parte delle quali sono ispirate a personaggi di film e libri, come Doctor Who e Harry Potter, entrambe pubblicate in Italia da Giochi Uniti su licenza di Pendragon Game Studio srl. Il Set Verde e il Set Rosso possono essere giocati contemporaneamente o separatamente.
Dal 2023 è disponibile il Set "Luxastra", creato in collaborazione con InnTale e ispirato all'omonima campagna GDR divenuta famosa su Twitch e YouTube e di cui è stata creata una serie di fumetti e un gioco da tavolo.

## Spin-off
Il gioco ha ispirato un altro simile, ma con meccaniche diverse, chiamato Sì, Oscuro Padrino!